# Smerinthus planus
Smerinthus planus är en fjärilsart som beskrevs av Walker 1856. Smerinthus planus ingår i släktet Smerinthus och familjen svärmare. Inga underarter finns listade i Catalogue of Life.

## Bildgalleri

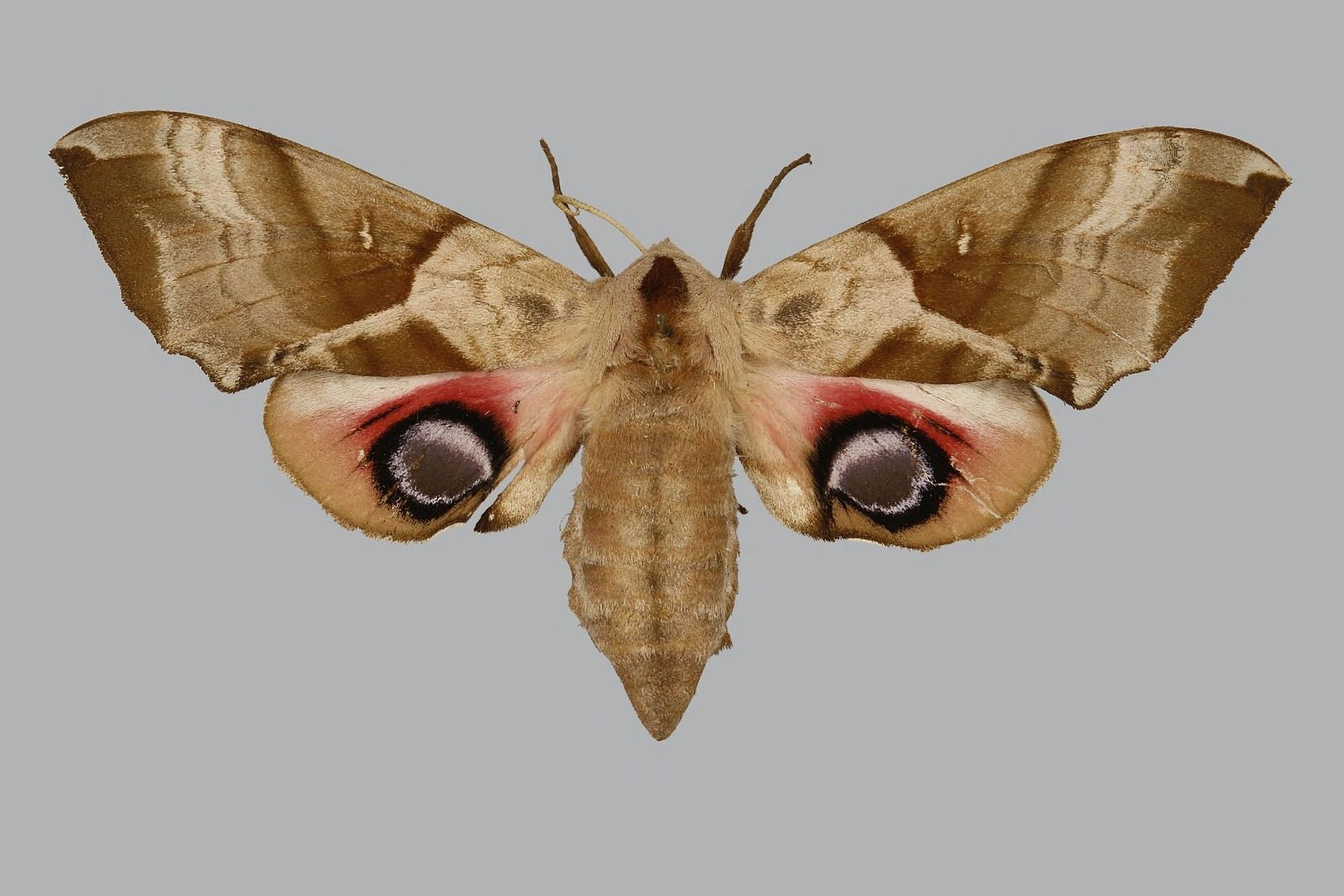
Smerinthus planus   ♀